# Copa do Mundo de ciclismo em pista de 2012-2013

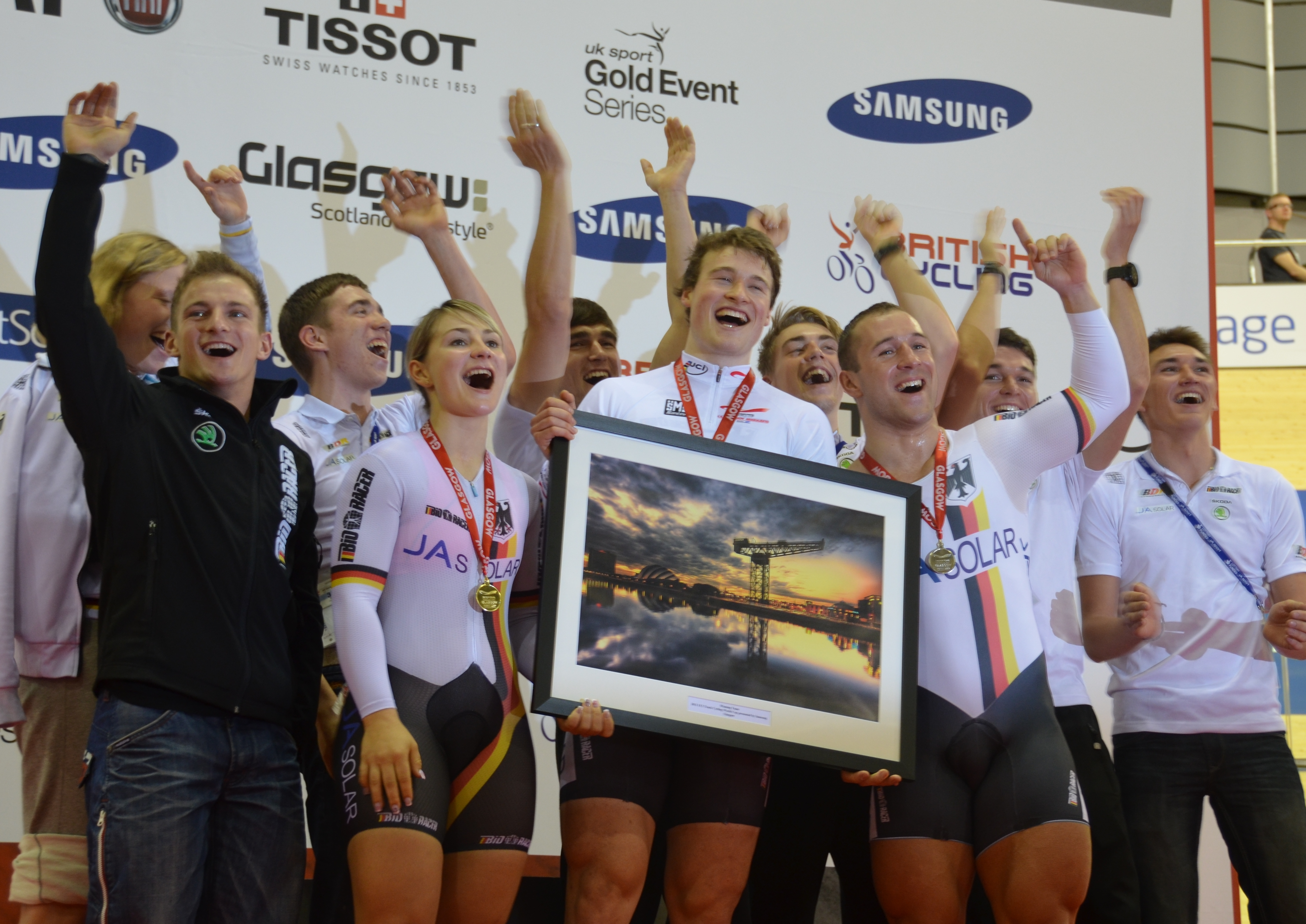
Campeões da copa do Mundo de ciclismo de 2012-2013 no pódio, comemorando.

A Copa do Mundo de ciclismo em pista de 2012-2013 é a 21.º edição da Copa do Mundo de ciclismo em pista. Celebrou-se de 11 de outubro de 2012 a 19 de janeiro de 2013 com a disputa de três provas.

## Provas
| Data               | Lugar          |
| ------------------ | -------------- |
| 11-13 outubro 2012 | Cali           |
| 5-7 dezembro 2012  | Glasgow        |
| 17-19 janeiro 2013 | Aguascalientes |

## Resultados

### Masculinos
| Evento                  | Ganhador                                                                          | Segundo                                                       | Terceiro                                                        |
| Cali                    | Cali                                                                              | Cali                                                          | Cali                                                            |
| ----------------------- | --------------------------------------------------------------------------------- | ------------------------------------------------------------- | --------------------------------------------------------------- |
| Velocidade              | Philipp Thiele                                                                    | Fabián Puerta                                                 | Eric Engler                                                     |
| Km. contrarrelógio      | Fabián Puerta                                                                     | Kian Emadi                                                    | Quentin Lafargue                                                |
| Perseguição por equipas | Edwin Ávila Juan Esteban Arango Arles Castro Weimar Roldán                        | Sergey Shilov Maksim Kozyrev Pavel Karpenkov Dmitriy Sokolov  | Loïc Perizzolo Kilian Moser Frank Pasche Cyrille Thièry         |
| Velocidade por equipas  | Philipp Thiele Eric Engler Marc Schröder                                          | Tomoyuki Kawabata Takashi Sakamoto Kenta Inake                | Juan Orellana César Marcano Ángel Pulgar                        |
| Keirin                  | Fabián Puerta                                                                     | Tomoyuki Kawabata                                             | Marc Schröder                                                   |
| Pontuação               | Andreas Graf                                                                      | Wojciech Pszczolarski                                         | Jonathan Mould                                                  |
| Omnium                  | Paolo Simion                                                                      | David Muntaner                                                | Loïc Perizzolo                                                  |
| Glasgow                 |                                                                                   |                                                               |                                                                 |
| Velocidade              | Stefan Bötticher                                                                  | Robert Förstemann                                             | Denis Dimitriev                                                 |
| Perseguição             | Lasse Norman Hansen                                                               | Martyn Irvine                                                 | David Muntaner                                                  |
| Perseguição por equipas | Lasse Norman Hansen Casper Folsach Rasmus Christian Quaade Mathias Møller Nielsen | Maximilian Beyer Henning Bommel Theo Reinhardt Kersten Thiele | Kenny De Ketele Jasper De Buyst Moreno De Pauw Gijs Van Hoecke  |
| Velocidade por equipas  | Rene Enders Robert Förstemann Stefan Bötticher                                    | Philip Hindes Jason Kenny Edward Clancy                       | Julien Palma Kévin Sireau Quentin Lafargue                      |
| Keirin                  | Stefan Bötticher                                                                  | Peter Lewis                                                   | Takashi Sakamoto                                                |
| Scratch                 | Tristan Marguet                                                                   | Martyn Irvine                                                 | Roy Eefting                                                     |
| Omnium                  | Lucas Liss                                                                        | Glenn O'Shea                                                  | Unai Elorriaga                                                  |
| Aguascalientes          |                                                                                   |                                                               |                                                                 |
| Velocidade              | Denis Dimitriev                                                                   | Max Niederlag                                                 | Juan Peralta\|                                                  |
| Perseguição por equipas | Evgueni Kovalev Iván Savitski Alexander Serov Nikolay Zhurkin                     | Tom Bohli Stefan Küng Loïc Perizzolo Silvan Dillier           | Liam Bertazzo Marco Coledan Francesco Lamon Michele Scartezzini |
| Velocidade por equipas  | Ethan Mitchell Sam Webster Edward Dawkins                                         | Kévin Sireau François Pervis Michaël D'Almeida                | Alex Bird Mitchell Bullen Peter Lewis                           |
| Keirin                  | Matthijs Buchli                                                                   | Kazunari Watanabe                                             | François Pervis                                                 |
| Madison                 | Vivien Brisse Thomas Boudat                                                       | Mykhaylo Radionov Sergiy Lagkuti                              | Stefan Küng Silvan Dillier                                      |
| Omnium                  | Arthur Ershov                                                                     | Vivien Brisse                                                 | Ondrej Rybin                                                    |

### Femininos
| Evento                  | Ganhadora                                                   | Segunda                                                      | Terça                                                        |
| Cali                    | Cali                                                        | Cali                                                         | Cali                                                         |
| ----------------------- | ----------------------------------------------------------- | ------------------------------------------------------------ | ------------------------------------------------------------ |
| Velocidade              | Lee Wai Sze                                                 | Rebecca James                                                | Jessica Varnish                                              |
| Perseguição por equipas | Giulia Donato Beatrice Bartelloni Maria Giulia Confalonieri | Team SWI Welsh Cycling Elinor Barker Ciara Horne Amy Roberts | Lorena Vargas María Luisa Cale Valentina Paniagua            |
| Velocidade por equipas  | Jessica Varnish Rebecca James                               | Kayono Maeda Hiroko Ishii                                    | Martha Bayona Juliana Gaviria                                |
| Keirin                  | Juliana Gaviria                                             | Luz Daniela Gaxiola                                          | Virginie Cueff                                               |
| Scratch                 | Isabella King                                               | Jarmila Machačová                                            | Elena Cecchini                                               |
| Omnium                  | Isabella King                                               | Natalia Rutkowski                                            | Jarmila Machačová                                            |
| Glasgow                 |                                                             |                                                              |                                                              |
| Velocidade              | Kristina Vogel                                              | Jessica Varnish                                              | Rebecca James                                                |
| 500m. contrarrelógio    | Olga Panarina                                               | Kristina Vogel                                               | Tania Calvo                                                  |
| Perseguição por equipas | Laura Trott Elinor Barker Danielle King                     | Ashlee Ankudinoff Amy Cure Melissa Hoskins                   | Tatsiana Sharakova Alena Dylko Aksana Papko                  |
| Velocidade por equipas  | Jessica Varnish Rebecca James                               | Tania Calvo Helena Casas                                     | Sandie Clair Olivia Montauban                                |
| Keirin                  | Kristina Vogel                                              | Iekaterina Gnidenko                                          | Lee Wai Sze                                                  |
| Omnium                  | Laura Trott                                                 | Ashlee Ankudinoff                                            | Tamara Balabolina                                            |
| Aguascalientes          |                                                             |                                                              |                                                              |
| Velocidade              | Gong Jinjie                                                 | Lisandra Guerra                                              | Lee Wai-sze                                                  |
| Perseguição             | Katarzyna Pawłowska                                         | María Luisa Cale                                             | Rebecca Wiasak                                               |
| Perseguição por equipas | Gillian Carleton Jasmin Glaesser Stephanie Roorda           | Ivanna Borovychenko Valeriya Kononenko Anna Nagirnaya        | Team SWI Welsh Cycling Elinor Barker Amy Roberts Ciara Horne |
| Velocidade por equipas  | Kaarle McCulloch Stephanie Morton                           | Xu Yulei Zhong Tianshi                                       | Dària Xmeliova Anastàsia Vóinova                             |
| Keirin                  | Zhong Tianshi                                               | Gong Jinjie                                                  | Xu Yulei                                                     |
| Pontuação               | Katarzyna Pawłowska                                         | Jarmila Machačová                                            | Yudelmis Domínguez                                           |
| Omnium                  | Sarah Hammer                                                | Huang Li                                                     | Leire Olaberria                                              |

## Classificações

### Países
| Rang | País/Equipo | Cali | Glasgow | Aguascalientes | Total |
| ---- | ----------- | ---- | ------- | -------------- | ----- |
| 1.   | Alemanha    | 47   | 109     | 22             | 178   |
| 2.   | Reino Unido | 54   | 102     |                | 156   |
| 3.   | França      | 27   | 48      | 65             | 140   |
| 4.   | Austrália   | 24   | 34      | 62             | 120   |
| 5.   | Rússia      | 37   | 30      | 37             | 104   |
| 6.   | Espanha     | 40   | 56      | 8              | 104   |
| 7.   | Colômbia    | 87   |         | 10             | 97    |
| 8.   | Itália      | 49   | 4       | 30             | 83    |
| 9.   | Japão       | 45   | 19      | 15             | 79    |
| 10.  | Polónia     | 27   | 20      | 24             | 71    |

### Masculinos
| Pos. | Ciclista          | Cal | Gla | Água | Pts |
| 1.   | Matthijs Büchli   |     |     | 12   | 12  |
| 2.   | Stefan Bötticher  |     | 12  |      | 12  |
| 3.   | Fabián Puerta     | 12  |     |      | 12  |
| 4.   | Quentin Lafargue  | 6   | 6   |      | 12  |
| 5.   | Kazunari Watanabe |     |     | 10   | 10  |

| Pos. | Ciclista         | Cal | Gla | Água | Pts |
| 1.   | Fabián Puerta    | 12  |     |      | 12  |
| 2.   | Kian Emadi       | 10  |     |      | 10  |
| 3.   | Quentin Lafargue | 8   |     |      | 8   |
| 4.   | Eric Engler      | 7   |     |      | 7   |
| 5.   | Francesco Ceci   | 6   |     |      | 6   |

| Pos. | Ciclista         | Cal | Gla | Água | Pts |
| 1.   | Denís Dmítriev   |     | 8   | 12   | 20  |
| 2.   | Juan Peralta     |     | 7   | 8    | 15  |
| 3.   | Stefan Bötticher |     | 12  |      | 12  |
| 4.   | Philipp Thiele   | 12  |     |      | 12  |
| 5.   | Max Niederlag    |     |     | 10   | 10  |

| Pos. | Ciclista            | Cal | Gla | Água | Pts |
| 1.   | Lasse Norman Hansen |     | 12  |      | 12  |
| 2.   | Martyn Irvine       |     | 10  |      | 10  |
| 3.   | David Muntaner      |     | 8   |      | 8   |
| 4.   | Dylan Kennett       |     | 7   |      | 7   |
| 5.   | Andrew Tennant      |     | 6   |      | 6   |

| Pos. | Equip         | Cal | Gla | Água | Pts |
| 1.   | Alemanha      | 12  | 12  | 6    | 30  |
| 2.   | França        |     | 8   | 10   | 18  |
| 3.   | Nova Zelândia |     |     | 12   | 12  |
| 4.   | Japão         | 10  | 2   |      | 12  |
| 5.   | Rússia        | 6   | 6   |      | 12  |

| Pos. | Equip     | Cal | Gla | Água | Pts |
| 1.   | Suíça     | 8   | 6   | 10   | 24  |
| 2.   | Rússia    | 10  |     | 12   | 22  |
| 3.   | Ucrânia   | 6   | 5   | 6    | 17  |
| 4.   | Bélgica   | 7   | 8   |      | 15  |
| 5.   | Dinamarca |     | 12  |      | 12  |

| Pos. | Ciclista        | Cal | Gla | Água | Pts |
| 1.   | Tristan Marguet |     | 12  |      | 12  |
| 2.   | Martyn Irvine   |     | 10  |      | 10  |
| 3.   | Roy Eefting     |     | 8   |      | 8   |
| 4.   | Theo Reinhardt  |     | 7   |      | 7   |
| 5.   | Simon Yates     |     | 6   |      | 6   |

| Pos. | Ciclista | Cal | Gla | Água | Pts |
| 1.   | França   |     |     | 12   | 12  |
| 2.   | Ucrânia  |     |     | 10   | 10  |
| 3.   | Suíça    |     |     | 8    | 8   |
| 4.   | Rússia   |     |     | 7    | 7   |
| 5.   | Russvelo |     |     | 6    | 6   |

| Pos. | Ciclista              | Cal | Gla | Água | Pts |
| 1.   | Andreas Graf          | 12  |     |      | 12  |
| 2.   | Wojciech Pszczolarski | 10  |     |      | 10  |
| 3.   | Jonathan Mould        | 8   |     |      | 8   |
| 4.   | Jesper Mørkøv         | 7   |     |      | 7   |
| 5.   | Cameron Karwowski     | 6   |     |      | 6   |

| Pos. | Ciclista       | Cal | Gla | Água | Pts |
| 1.   | Loïc Perizzolo | 8   |     | 5    | 13  |
| 2.   | Artur Ierxov   |     |     | 12   | 12  |
| 3.   | Lucas Liss     |     | 12  |      | 12  |
| 4.   | Paolo Simion   | 12  |     |      | 12  |
| 5.   | Vivien Brisse  |     | 1   | 10   | 11  |

### Femininos
| Pos. | Ciclista        | Cal | Gla | Água | Pts |
| 1.   | Lee Wai Sze     | 5   | 8   | 7    | 20  |
| 2.   | Rebecca James   | 7   | 6   |      | 13  |
| 3.   | Zhong Tianshi   |     |     | 12   | 12  |
| 4.   | Kristina Vogel  |     | 12  |      | 12  |
| 5.   | Juliana Gaviria | 12  |     |      | 12  |

| Pos. | Ciclista          | Cal | Gla | Água | Pts |
| 1.   | Olga Panarina     |     | 12  |      | 12  |
| 2.   | Kristina Vogel    |     | 10  |      | 10  |
| 3.   | Tania Calvo       |     | 8   |      | 8   |
| 4.   | Anastasia Voinova |     | 7   |      | 7   |
| 5.   | Lee Wai Sze       |     | 6   |      | 6   |

| Pos. | Ciclista        | Cal | Gla | Água | Pts |
| 1.   | Lee Wai Sze     | 12  | 7   | 8    | 27  |
| 2.   | Jessica Varnish | 8   | 10  |      | 18  |
| 3.   | Rebecca James   | 10  | 8   |      | 18  |
| 4.   | Gong Jinjie     |     |     | 12   | 12  |
| 5.   | Kristina Vogel  |     | 12  |      | 12  |

| Pos. | Ciclista            | Cal | Gla | Água | Pts |
| 1.   | Katarzyna Pawłowska |     |     | 12   | 12  |
| 2.   | María Luisa Cale    |     |     | 10   | 10  |
| 3.   | Rebecca Wiasak      |     |     | 8    | 8   |
| 4.   | Laura Brown         |     |     | 7    | 7   |
| 5.   | Caroline Ryan       |     |     | 6    | 6   |

| Pos. | Equip       | Cal | Gla | Água | Pts |
| 1.   | Reino Unido | 12  | 12  |      | 24  |
| 2.   | Japão       | 10  | 3   | 5    | 18  |
| 3.   | China       |     | 5   | 10   | 15  |
| 4.   | Rússia      |     | 7   | 8    | 15  |
| 5.   | França      |     | 8   | 6    | 14  |

| Pos. | Equip                  | Cal | Gla | Água | Pts |
| 1.   | Itália                 | 12  |     | 7    | 19  |
| 2.   | Team SWI Welsh Cycling | 10  |     | 8    | 18  |
| 3.   | Bielorrússia           | 7   | 8   |      | 15  |
| 4.   | Canadá                 |     |     | 12   | 12  |
| 5.   | Reino Unido            |     | 12  |      | 12  |

| Pos. | Ciclista          | Cal | Gla | Água | Pts |
| 1.   | Isabella King     | 12  |     |      | 12  |
| 2.   | Jarmila Machačová | 10  |     |      | 10  |
| 3.   | Elena Cecchini    | 8   |     |      | 8   |
| 4.   | Natalia Rutkowska | 7   |     |      | 7   |
| 5.   | Jennifer César    | 6   |     |      | 6   |

| Pos. | Ciclista            | Cal | Gla | Água | Pts |
| 1.   | Katarzyna Pawłowska |     |     | 12   | 12  |
| 2.   | Jarmila Machačová   |     |     | 10   | 10  |
| 3.   | Yudelmis Domínguez  |     |     | 8    | 8   |
| 4.   | Sofía Arreola       |     |     | 7    | 7   |
| 5.   | Huang Li            |     |     | 6    | 6   |

#### Omnium
| Pos. | Ciclista        | Cal | Gla | Água | Pts |
| 1.   | Sarah Hammer    |     |     | 12   | 12  |
| 2.   | Laura Trott     |     | 12  |      | 12  |
| 3.   | Isabella King   | 12  |     |      | 12  |
| 4.   | Leire Olaberria |     | 4   | 8    | 7   |
| 5.   | Huang Li        |     |     | 10   | 10  |